# Perioadă de înjumătățire
Perioada de înjumătățire sau timpul de înjumătățire (t1⁄2) este durata de timp necesară pentru ca mărimea valorii unei  cantități să scadă la jumătate față de valoarea ei,  măsurată la începutul perioadei. Deși noțiunea poate descrie orice descompunere exponențială⁠(d), ea este folosită în special în fizica și chimia nucleară pentru descrierea fenomenelor de dezintegrare radioactivă.
Termenul a fost folosit prima dată de Ernest Rutherford în 1907 în studiile privind determinarea vârstei rocilor prin măsurarea dezintegrării radiului în plumb 206 ({\displaystyle \mathrm {^{206}_{82}Pb} \,}).

## Procesul de dezintegrare radioactivă în timp
Scăderea exponențială este un fenomen tipic radioactivității. Diminuarea masei unui element radioactiv este o mărime care scade exponențial în timp:
{\displaystyle N_{t}=N_{0}\cdot e^{-\lambda t}}
Probabilitatea ca un nucleu atomic să se dezintegreze într-un interval de timp care durează cât timpul de înjumătățire este de 50 %; această probabilitate crește în intervalul următor la 50 + 25 = 75 % (comparat cu starea inițială), apoi la 50 + 25 + 12,5 = 87,5 % ș.a.m.d. Astfel cantitatea substanței inițiale tinde cu timpul spre zero și aceasta dispare treptat, transformându-se în altă substanță.

### Legea dezintegrării
La o substanță radioactivă cu un număr N0 de nuclei are o activitate de -dN/dt
| Perioade de înjumătățire scurse | Rest fracționar | Rest procentual | Rest procentual |
| ------------------------------- | --------------- | --------------- | --------------- |
| 0                               | 1/1             | 100             |                 |
| 1                               | 1/2             | 50              |                 |
| 2                               | 1/4             | 25              |                 |
| 3                               | 1/8             | 12              | .5              |
| 4                               | 1/16            | 6               | .25             |
| 5                               | 1/32            | 3               | .125            |
| 6                               | 1/64            | 1               | .563            |
| 7                               | 1/128           | 0               | .781            |
| ...                             | ...             | ...             | ...             |
| n                               | 1/2n            | 100/(2n)        | 100/(2n)        |

{\displaystyle N\cdot \lambda =-{\frac {\mathrm {d} N}{\mathrm {d} t}}}
{\displaystyle -\lambda \cdot \mathrm {d} t={\frac {\mathrm {d} N}{N}}}
{\displaystyle \int _{0}^{t}-\lambda \cdot \mathrm {d} t'=\int _{N_{0}}^{N}{\frac {\mathrm {d} N'}{N'}}} prin calcul diferențial:
{\displaystyle -\lambda t=\ln \left({\frac {N}{N_{0}}}\right)}
{\displaystyle e^{-\lambda t}={\frac {N}{N_{0}}}}
{\displaystyle N(t)=N_{0}\cdot e^{-\lambda t}}
După un timp t din numărul de nuclee N0 rămân numai N(t) nuclee.
Numărul de atomi dezintegrați scade în funcție de factorul e.
Perioada de înjumătățire: t1/2 se calculează după o constantă ln 2 :
{\displaystyle t_{1/2}=\tau \ln 2\approx 0,693\tau \,}

### Exemple de perioade de înjumătățire
În fizica atomică se consideră că fiecare nuclid are un timp de înjumătățire, timp în care se transformă în alți atomi:
| Elementul | Izotopul | Perioada de înjumătățire |
| --------- | -------- | ------------------------ |
| Telur     | 128Te    | ca. 7•1024 ani           |
| Bismut    | 209Bi    | ca. 1,9•1019 ani         |
| Thoriu    | 232Th    | 14,05 miliarde ani       |
| Uraniu    | 238U     | 4,468 miliarde ani       |
| Uraniu    | 235U     | 704 milioane ani         |
| Plutoniu  | 239Pu    | 24110 ani                |
| Carbon    | 14C      | 5730 ani                 |
| Radiu     | 226Ra    | 1602 ani                 |
| Plutoniu  | 238Pu    | 87,74 ani                |
| Cesiu     | 137Cs    | 30,2 ani                 |
| Tritiu    | 3H       | 12,36 ani                |
| Sulf      | 35S      | 87,5 zile                |
| Radon     | 222Rn    | 3,8 zile                 |
| Franciu   | 223Fr    | 22 minute                |
| Thoriu    | 223Th    | 0,6 secunde              |
| Poloniu   | 212Po    | 0,3 µs                   |
| Beriliu   | 8Be      | 9 • 10-17 s              |